# 18562 Ellenkey
18562 Ellenkey este o planetă minoră (asteroid), cu un diametru de 11,685 km, din Outer Main Belt⁠(d). A fost descoperită pe 8 martie 1997 la Observatorul La Silla de Eric Walter Elst. 
Obiectul prezintă o orbită caracterizată de o semiaxă mare de 3,2030091 UAi, o excentricitate de 0,09, o înclinație de 1,59753 ° în raport cu ecliptica.